# Округ Нај (Невада)
Нај (енгл. Nye County) је округ у америчкој савезној држави Невада.

## Демографија
По попису из 2010. године број становника је 43.946, што је 11.461 (35,3%) становника више него 2000. године.
| Група             | 2000.          | 2010.          |
| Белци             | 27.511 (84,7%) | 34.663 (78,9%) |
| Афроамериканци    | 383 (1,2%)     | 874 (2,0%)     |
| Азијати           | 253 (0,8%)     | 572 (1,3%)     |
| Хиспаноамериканци | 2.713 (8,4%)   | 5.967 (13,6%)  |
| Укупно            | 32.485         | 43.946         |